# Franz Fühmann

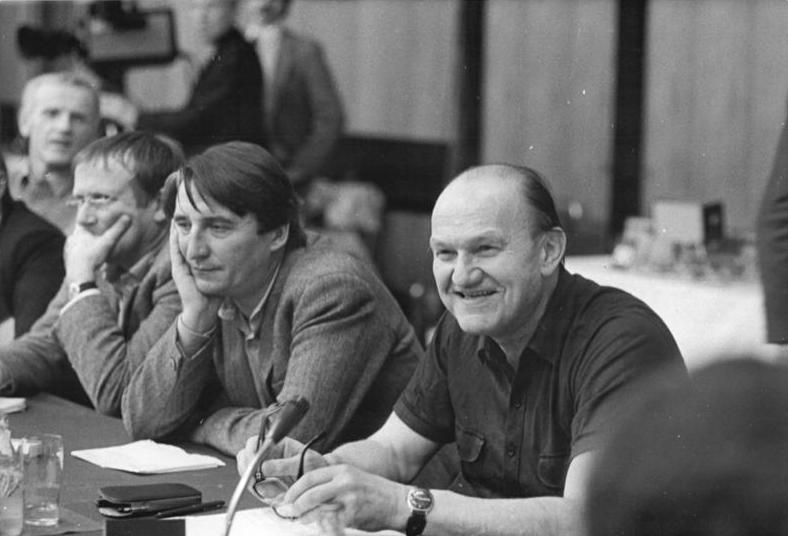
Franz Fühmann (rechts) 1981 bei der Berliner Begegnung zur Friedensförderung

Franz Antonie Josef Rudolf Maria Fühmann (* 15. Januar 1922 in Rokytnice nad Jizerou, Tschechoslowakei; † 8. Juli 1984 in Ost-Berlin) war ein deutscher Schriftsteller und einer der bedeutendsten Autoren der DDR. Er lebte und wirkte als (Nach-)Erzähler, Essayist, Lyriker und Kinderbuchautor. In seiner Jugend durch den Nationalsozialismus geprägt, wurde er nach dem Krieg Anhänger des Sozialismus, verhielt sich allerdings zunehmend kritisch gegenüber der Entwicklung der DDR, von der er in seinen späten Jahren bitter enttäuscht war.

## Leben

### Herkunft und Jugend 1922–1941
Franz Fühmann wurde als Sohn eines deutschböhmischen Apothekers in Rochlitz an der Iser (Rokytnice nad Jizerou) im Riesengebirge geboren. Dort wuchs er (nach seinen Worten)  in einer „Atmosphäre von Kleinbürgertum und Faschismus“ auf. Nach der Volksschule besuchte er das Jesuitenkonvikt Kalksburg bei Wien für vier Jahre. Aus diesem flüchtete Fühmann nach eigenen Angaben 1936 (möglicherweise musste er es aber aus Kostengründen verlassen.) Er absolvierte dann das Gymnasium in Reichenberg (Liberec),  dort trat er dem Deutschen Turnverein (spätere sudetendeutsche Hitlerjugend) bei und wurde 1937 Mitglied der pennalen Burschenschaft Hercynia. 1938 trat er nach der deutschen Annexion des tschechoslowakischen Sudetenlandes durch NS-Deutschland der Reiter-SA bei. In der Reichspogromnacht im November 1938 beteiligte er sich an der Zerstörung der Synagoge von Reichenberg.
Nach Kriegsbeginn 1939 wollte er  sich sofort zur Wehrmacht melden, was sowohl sein Vater als auch die Musterungsbehörde angesichts seines jungen Alters ablehnten. Im Januar 1941 legte er sein Notabitur am Reformrealgymnasium in Hohenelbe (nunmehr im Reichsgau Sudetenland) ab.
Noch 1941 folgte die kurzzeitige Immatrikulation für Mathematik  an der Universität Prag und dann die Verpflichtung im Reichsarbeitsdienst.

### Militärdienst und Kriegsgefangenschaft 1941–1949
In diesem Jahr 1941 wurde Franz Fühmann schließlich in die Wehrmacht eingezogen. Er  war dort als Nachrichtensoldat, zuletzt im Rang eines Obergefreiten/Unteroffizieranwärters, in der Sowjetunion und in Griechenland im Einsatz. Um 1944 erschienen von ihm einige Gedichte in der nationalsozialistischen  Wochenzeitung „Das Reich“.
1945 geriet Franz Fühmann in sowjetische Kriegsgefangenschaft und wurde 1946 zur Antifa-Schule in Noginsk bei Moskau geschickt. Danach wurde er selbst Assistenzlehrer an den Antifa-Schulen in Rjasan und Ogre bei Riga.

### DDR 1949–1984
Zu Weihnachten 1949 kam Fühmann aus der Kriegsgefangenschaft nach Ost-Berlin, wo er  seit den 1950er Jahren in Friedrichshain, Strausberger Platz lebte. Zum überzeugten Kommunisten umerzogen, wollte er eigentlich der SED beitreten, wurde aber gedrängt, sich stattdessen in der Blockpartei NDPD zu engagieren, der er 1949 darauf beitrat. Dort war er mehrere Jahre als hauptamtlicher Mitarbeiter in der NDPD-Zentrale tätig. Er schrieb auch Artikel für die parteieigenen Zeitungen Die Nation und National-Zeitung und wurde 1952 Mitglied des Parteivorstands der NDPD.
Seit 1954 war Fühmann vom Ministerium für Staatssicherheit als inoffizieller Mitarbeiter mit dem Decknamen „Salomon“ erfasst. Da er jedoch weder Berichte lieferte, noch zu konspirativen Treffen bereit war, entpflichtete die Stasi ihn 1959 wieder.
Durch die Abkehr vom Stalinismus auf dem XX. Parteitag der KPdSU 1956 wurde er in seinen ideologischen Überzeugungen erschüttert. 1958 legte er seine Ämter in der NDPD nieder.
1958 erwarb er ein Grundstück in Märkisch Buchholz, wo er seitdem als freischaffender Schriftsteller lebte.
Nach den kulturpolitischen Beschlüssen des 11. Plenum des ZK der SED (1965) erklärte er auch seinen Rücktritt aus dem Vorstand des Schriftstellerverbandes, machte diesen aber kurz darauf wieder rückgängig.
Anschließend wandte sich Franz Fühmann auch künstlerisch vom Sozialistischen Realismus des Bitterfelder Weges ab und mythologischen Themen zu.
Die Niederschlagung des Prager Frühlings 1968 durch Truppen des Warschauer Paktes stürzte Fühmann in eine tiefe Lebenskrise und den Alkoholismus. Er  ging in der Folgezeit weiter auf Distanz zur DDR-Führung und zog sich schrittweise aus staatsnahen Gremien zurück. Aus der NDPD trat er 1972 aus.

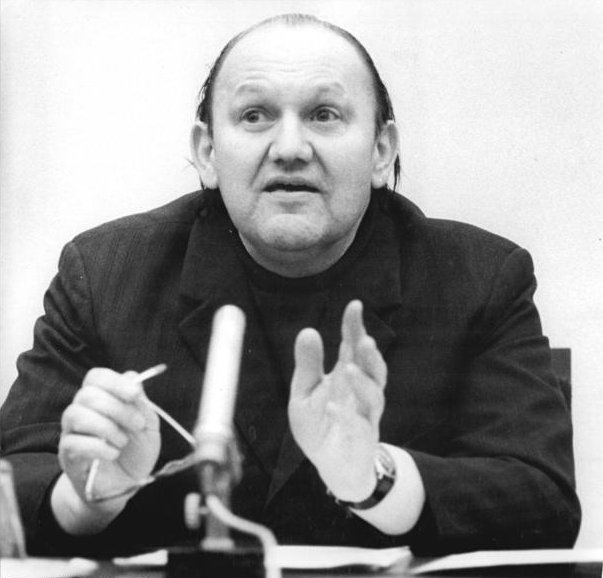
Franz Fühmann, 1973

Beginnend mit den Zweiundzwanzig Tagen setzte sich Fühmann zunehmend kritischer mit der sozialistischen Gesellschaft der DDR auseinander. Er versuchte – später auch öffentlich – mit einer Vielzahl von Briefen an DDR-Politiker, sie von Änderungen ihrer Politik, vor allem der Kulturpolitik, zu überzeugen. Im Januar 1976 plädierte er vor der Akademie der Künste der DDR für einen neuen Begriff von Romantik. Seine Rede stieß auf scharfen Widerspruch bei Peter Hacks.
1976 gehörte Franz Fühmann zu den Erstunterzeichnern eines Protestbriefes gegen die Ausbürgerung von Wolf Biermann aus der DDR. Seitdem führte die Staatssicherheit einen Operativen Vorgang gegen ihn unter der Bezeichnung „Filou“. Nach der Ausreise von Sarah Kirsch und Bernd Jentzsch aus der DDR sowie dem Austritt Jurek Beckers aus dem Schriftstellerverband trat Franz Fühmann 1977 endgültig vom Vorstand des Schriftstellerverbands und der Akademie der Künste zurück.
Er trat für die inoffizielle Friedensbewegung in der DDR ein und nahm 1981 an der ersten Berliner Begegnung zur Friedensförderung teil.
In seinen letzten Lebensjahren verzweifelte Franz Fühmann zunehmend an den starren  politischen Verhältnissen in der DDR.
Er schrieb ein Jahr vor seinem Tod in sein Testament

„Ich habe grausame Schmerzen. Der bitterste ist der, gescheitert zu sein: In der Literatur und in der Hoffnung auf eine Gesellschaft, wie wir sie alle einmal erträumten.“

Franz Fühmann starb 1984 an einer Krebserkrankung. Auf seinen Wunsch hin wurde er in Märkisch Buchholz, nicht im ungeliebten Berlin, begraben.
Fühmanns Totenmaske nahm unter Anleitung von Wieland Förster der junge Berliner Bildhauer Karl Biedermann ab.
Franz Fühmann war seit 1950 mit Ursula Böhm (1924–1996) verheiratet. Die gemeinsame Tochter Barbara Richter-Fühmann wurde 1952 geboren.

## Schriftstellerisches Schaffen

### Übersicht
Franz Fühmann war ein sehr vielseitiger Autor, der neben frühen eigenen Gedichten,  Nachdichtungen aus dem Tschechischen und Ungarischen, vielen Büchern für Kinder und junge Leser, Essays und einem reichhaltigen erzählerischen Werk auch viele ungewöhnliche literarische Versuche unternommen hat.
So schrieb er beispielsweise ein Ballett (Kirke und Odysseus), brachte zusammen mit dem Fotografen Dietmar Riemann ein Buch über Menschen mit geistiger Behinderung heraus (Was für eine Insel in was für einem Meer), mit denen er drei Jahre lang immer wieder gearbeitet hatte, und stellte einen Band mit Gedichten zusammen, die er nicht selbst geschrieben hatte (nur die manchmal recht langen Überschriften waren von ihm), sondern Steputats Reimlexikon entnommen (Urworte. Deutsch).

### Kinderliteratur
Literatur für Kinder und Jugendliche zu schreiben, war Fühmann zeit seines Lebens ein wichtiges Anliegen. Sein erstes Kinderbuch verfasste er auf Wunsch seiner Tochter Barbara.
Später folgte eine Vielzahl weiterer Bücher, unter anderem Märchen, Kasperlstücke, Bücher, die sich mit Sprache beschäftigten und damit spielten (Lustiges Tier-ABC, Die dampfenden Hälse der Pferde im Turm von Babel),
Fühmann korrespondierte zudem viel mit Kindern, seinen Lesern.

„Alle seine Freunde mit Kindern wissen davon zu erzählen, wie er für Stunden aus dem Kreis der Erwachsenen ins Kinderzimmer entschwinden und sich mit einem achtjährigen Mädchen oder einem fünfjährigen Jungen in profunde Gespräche verstricken konnte, zum Beispiel über Wesen und Natur der Hexen.“

So entstanden auch „Auftragswerke“ (Märchen auf Bestellung).

### Mythologische Stoffe
Ein weiterer inhaltlicher Schwerpunkt von Fühmanns literarischem Schaffen waren Märchen, Sagen und Mythen. Die Beschäftigung damit durchdringt viele seiner Werke, von der Kinderliteratur über viele seiner Erzählungen (Das Ohr des Dionysios) bis hin zu seinem essayistischen Werk. Er verfasste auch etliche Nacherzählungen von klassischen literarischen Stoffen und Sagen (Reineke Fuchs, Das Hölzerne Pferd (Ilias und Odyssee), Prometheus. Die Titanenschlacht, Das Nibelungenlied).

### Erzählungen
Fühmann hinterließ ein umfangreiches erzählerisches Werk. Seine frühen Erzählungen tragen häufig autobiographischen Charakter. Im Erzählungsband Das Judenauto beschreibt er Sujets aus seiner Kindheit und Jugend. In weiteren Erzählungen setzt er sich intensiv mit der Zeit des Nationalsozialismus und seiner eigenen Verstrickung damit auseinander. Der Begriff der „Wandlung“, bei ihm persönlich die vom Anhänger des Nationalsozialismus zum damals noch überzeugten Sozialisten, die Möglichkeit der Wandlung überhaupt, ist für Fühmann äußerst wichtig. Diese Themen spielen neben vielen anderen in Zweiundzwanzig Tage oder Die Hälfte des Lebens, einem von Fühmanns Hauptwerken, eine große Rolle. In Form eines Tagebuches einer Ungarnreise reflektiert Fühmann darin über unterschiedliche Themen und flicht auch kleine Erzählungen ein. Franz Fühmann verstand es mit einfachsten Bildern und Formulierungen Zusammenhänge offen zu legen (etwas zu Ende zu denken). Franz Fühmann erklärt dieses Anliegen in der Begründung für seine sächsische Variante „Saiäns-fiktschen“ als eine andere Form der science fiction. Das Kasperlstück „Schneewittchen“ wurde von ihm neu erzählt. Im Kinderbuch „Die dampfenden Hälse der Pferde zu Babel“ wurde der Turmbau zu Babel Texte aus der Bibel mit der politische Ökonomie von Karl Marx zusammengeführt. Im Werk „Die Schatten“ macht er den Wert der Individualität mit dem von Menschen geworfenen Schatten deutlich.

### Bedeutung der Romantik
Franz Fühmann setzte sich für eine stärkere Rückbesinnung auf die deutsche Literatur der Romantik ein.
E.T.A. Hoffmann war ein wichtiger Inspirator für ihn (Lieblingsautor von Marx).
Sein Werk spiegelt das zunehmend wider, in besonderer Weise Das Bergwerk von Falun (nach E. Th. Hoffmann) und Saiäns-fiktschen.

### Fontane-Wanderungen 1967/1968
1967 startete Franz Fühmann ein Buchprojekt,  als gesamtdeutsches Vorhaben zusammen mit dem westdeutschen Schriftsteller Joachim Seyppel durch den Aufbau Verlag in Ost-Berlin.
Dabei sollten beide  unabhängig voneinander Fontanes Wanderungen durch die Mark Brandenburg in einigen Gegenden nachvollziehen und erzählen, was sich seitdem verändert hat. Franz Fühmann war im November 1967 und im Juni 1968 für mehrere Wochen ins Ruppiner Land gereist, brach das Projekt dann aber aus mehreren Gründen ab. Das Buchprojekt, das zum 20. Jahrestag der DDR 1969 veröffentlicht werden sollte, konnte somit nicht umgesetzt werden. Seine Notizen wurden erst nach dem Ende der DDR als Ruppiner Tagebuch im Hinstorff-Verlag veröffentlicht.

### Bergwerksprojekt
Auch sein lange geplantes Hauptwerk, das in seinen Briefen und Notizen immer wieder auftauchende „Bergwerksprojekt“, konnte er nicht vollenden. Es erschien postum, versehen mit dem von ihm selbst hinzugefügten Untertitel „Fragment eines Scheiterns“, unter dem Titel Im Berg.

## Bedeutung
Franz Fühmann gilt als einer der wichtigsten Schriftsteller in der DDR.
Sein Anliegen, in der Literatur wieder das Phantastische stärker zur Geltung zu bringen, hatte einen Einfluss auf die kulturelle Entwicklung in der DDR.
Er setzte sich bereits in den 1950ern dafür ein, dass Autoren wie Kafka, Nietzsche, Beckett und T. S. Elliott in der DDR erscheinen sollten, und erreichte Veröffentlichungen von Freud, Trakl und anderen der DDR fremden Autoren.
Seine Kinderbücher, vor allem Die dampfenden Hälse der Pferde im Turm von Babel wurden von vielen jungen  und älteren Lesern mit Begeisterung gelesen.
Franz Fühmann verstand es wie nur wenige, das staunenswerte, manchmal absurde und liebenswürdige in die DDR-Literatur stärker einzubringen.
Auch seine Nacherzählungen von mythologischen Stoffen in eine moderne Sprache ermöglichte vielen Lesern einen völlig neuen Zugang zu diesen sonst schwer verständlichen Texten.
Franz Fühmann setzte sich wirkungsvoll für ein neues Verständnis mythologischer Stoffe ein, auch beeinflusst durch die Tiefenpsychologie von Sigmund Freud und C. G. Jung.
Franz Fühmann förderte viele junge Autoren und setzte sich  für Schriftsteller ein, die unter Schikanen und Repressionen der DDR-Führung zu leiden hatten.
Eine von ihm initiierte Anthologie junger kritischer DDR-Autoren wie Uwe Kolbe und Sascha Anderson wurde 1981 durch  führende Kräfte der SED verhindert.
Franz Fühmann erwarb sich durch seine Glaubwürdigkeit, sein Engagement für Benachteiligte, seine profunden literarischen Fähigkeiten und seine anteilnehmende persönliche Art viel Anerkennung in der DDR. 

## Auszeichnungen und Mitgliedschaften
Auszeichnungen
- 1955: Vaterländischer Verdienstorden in Bronze[11]
- 1956: Heinrich-Mann-Preis I. Klasse
- 1957: Nationalpreis der DDR III. Klasse
- 1961: Attila-József-Plakette des ungarischen PEN
- 1962: Literaturpreis des Freien Deutschen Gewerkschaftsbunds
- 1963: Johannes-R.-Becher-Preis und -Medaille
- 1964: Kunstpreis des Freien Deutschen Gewerkschaftsbunds
- 1970: Arbeitsverdienstorden der Ungarischen Volksrepublik in Silber
- 1970: Ernst-Barlach-Medaille
- 1971: Ernst-Moritz-Arndt-Medaille
- 1972: Lion-Feuchtwanger-Preis
- 1974: Nationalpreis der DDR II. Klasse
- 1977: Deutscher Kritikerpreis, (West-Berlin)
- 1982: Preis der SWR-Bestenliste
- 1982: Geschwister-Scholl-Preis des Börsenvereins des Deutschen Buchhandels – Landesverband Bayern e. V. und der Landeshauptstadt München

Mitgliedschaften
- National-Demokratische Partei Deutschlands (NDPD) 1949–1977, hauptamtlicher Mitarbeiter in der NDPD-Zentrale 1950–1958, zunächst als persönlicher Referent des Generalleutnants und Volkskammer-Vizepräsidenten Vincenz Müller, dann als Leiter des Arbeitsgebiets Kulturpolitik, er schrieb Artikel für die parteieigenen Zeitungen Die Nation und National-Zeitung, 1952–1958 Mitglied des Parteivorstands
- Kulturbund, Mitglied des Präsidialrates 1954–1963
- Schriftstellerverband der DDR, Vorstandsmitglied 1953–1977
- Sinn und Form, Mitglied des Redaktionsbeirates
- Akademie der Künste der DDR, 1961–1984
- PEN DDR

## Gedenken

### Märkisch Buchholz
In Märkisch Buchholz, wo Franz Fühmann viele Jahre lebte, gibt es ein Franz-Fühmann-Literatur- und Begegnungszentrum mit einer Dauerausstellung über sein Leben in der ehemaligen Schule. Außerdem führt ein Franz-Fühmann-Rundweg durch verschiedene Stationen des Ortes. Es gibt dazu eine Franz-Fühmann-Stele und das Franz-Fühmann-Mehrgenerationenhaus.

### Berlin

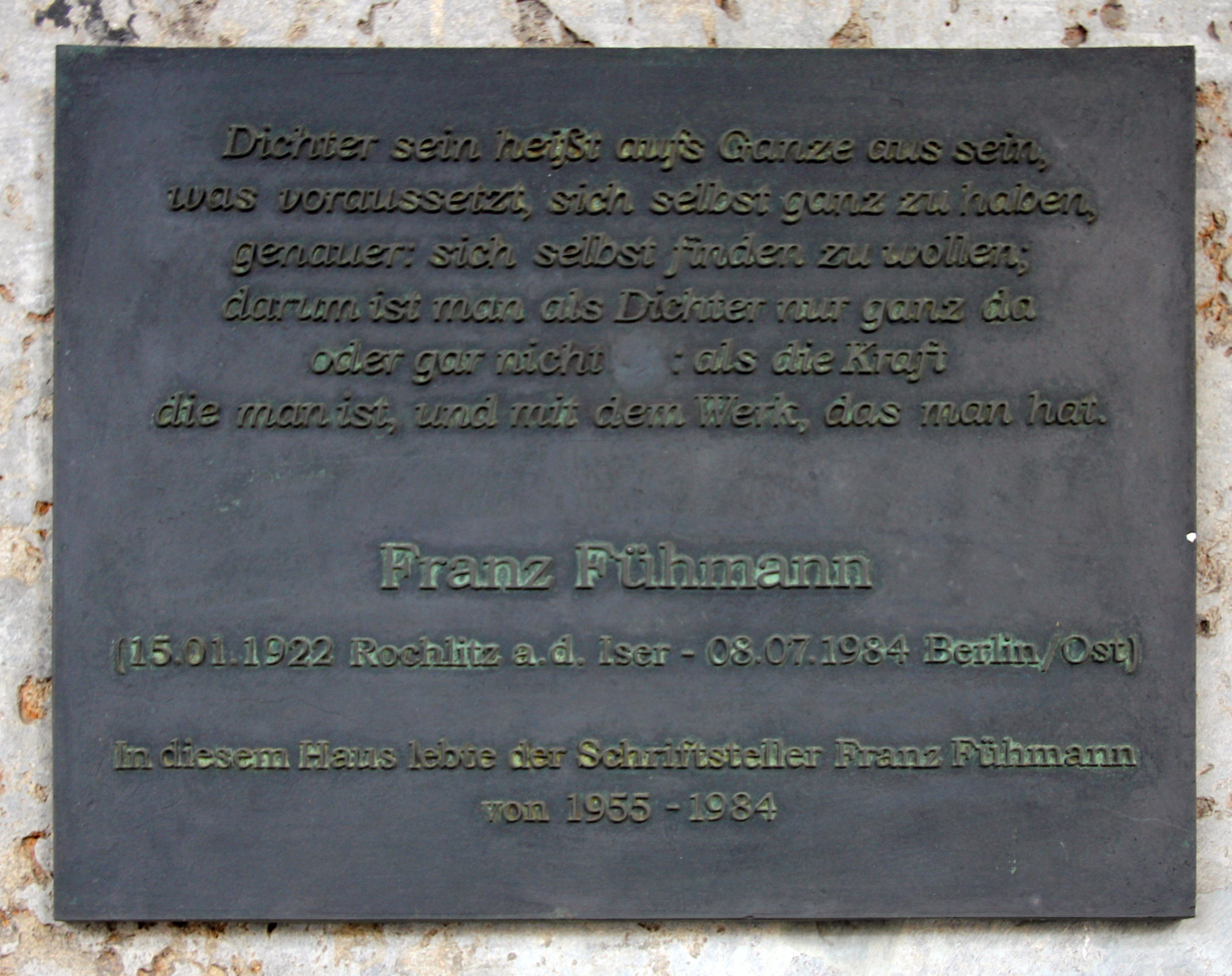
Gedenktafel am Haus Strausberger Platz 1 in Berlin-Friedrichshain

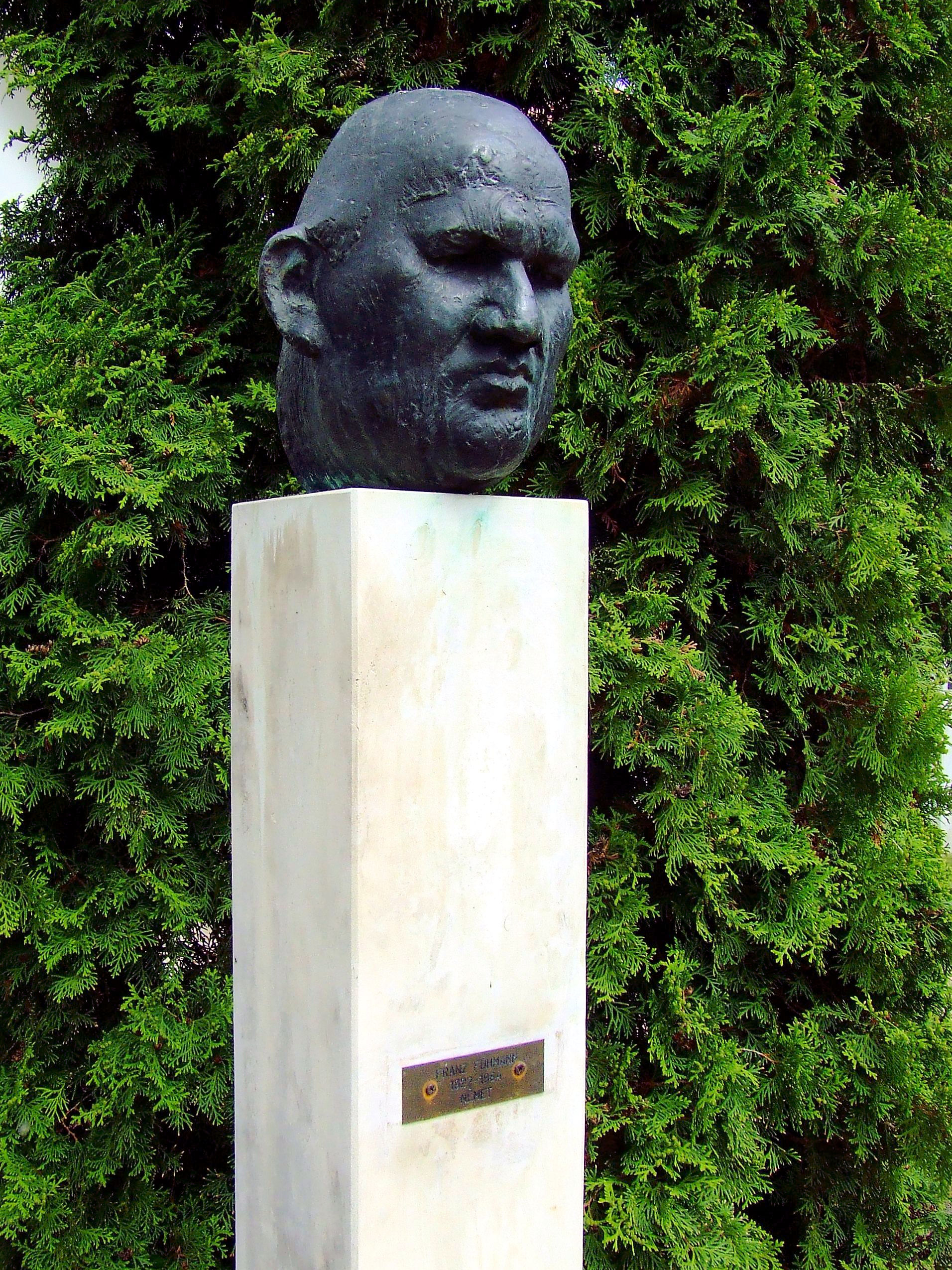
Abguss der Büste von Wieland Förster (1969) in Kiskőrös in Ungarn

In Berlin-Friedrichshain  gibt es an seinem ehemaligen Wohnhaus am Strausberger Platz 1 eine Gedenktafel.
Der Internationale Franz Fühmann Freundeskreis (in Berlin-Kreuzberg) hat sich zur Aufgabe gemacht, „… das Werk des Prosaschriftstellers, Essayisten, Dichters und Nachdichters im Bewußtsein der Menschen lebendig zu erhalten und so in Gegenwart und Zukunft weiterwirken zu lassen“.

### Weitere Ehrungen
Straßen
- Franz-Fühmann-Weg, in Rostock-Evershagen

Schulen
Es gab zwei Schulen, die nach ihm benannt waren
- Franz-Fühmann-Oberschule, Berlin-Friedrichshain, Frankfurter Allee 14a (nahe Frankfurter Tor), 1998–um 2003, jetzt Bibliothek[13]
- Franz-Fühmann-Gesamtschule in Jeserig (Landkreis Potsdam-Mittelmark), 1990er Jahre, Namensgebung in Anwesenheit von Christa Wolf, jetzt Grundschule Jeserig[14]

Ausstellungen
- Franz Fühmann. Es bleibt nichts anderes als das Werk, 1993, Berlin-Mitte, Marstall, Ausstellung der Akademie der Künste[15]

### Darstellende Kunst
Porträts
Zu Franz Fühmann gibt es einige Gemälde, Zeichnungen und Skulpturen als Porträts.
Sein Freund Wieland Förster hat einige geschaffen.
- Wieland Förster: Passion, 1966, Skulptur
- Wieland Förster: Franz Fühmann, 1969, Porträtplastik, Bronze, mit 6 Abgüssen, unter anderem in Kiskőrös in Ungarn[18]

- Dieter Goltzsche: Porträt Franz Fühmanns, Kaltnadelradierung, 1983 (; 2019 an den internationalen Franz Fühmann Freundeskreis übergeben)
- Annette Peuker-Krisper: Franz Fühmann, Lithografie, 1988[19]
- Wieland Förster, Franz Fühmann, 2002, Stele, 2003 in Märkisch Buchholz eingeweiht

Film
In dem Dokumentarfilm Das Bergwerk – Franz Fühmann  1998 von Karlheinz Mund wird über sein Leben berichtet.

### Nachlass
Den literarischen Nachlass Fühmanns pflegt die Akademie der Künste in Berlin. 
Seine etwa 17.000 Bände umfassende, mit vielen Anstreichungen und Notizen versehene Arbeitsbibliothek gehört jetzt zu den  Historischen Sammlungen der Zentral- und Landesbibliothek Berlin.

## Textbeispiele

### „Am Schneesee“
Die Erzählung Am Schneesee ist ein gutes Beispiel für den Sprachwitz von Franz Fühmann.

„Es war einmal ein See, der war immer voll Schnee, darum nannten ihn alle Leute nur Schneesee. Um diesen Schneesee wuchs Klee,
der Schneeseeklee, der wuchs rot und grün, und darin äste ein Reh, das Schneeseekleereh, und dieses Schneeseekleereh wurde von
einer Fee geliebt, die fast so schön war wie Scheherezade, der überaus anmutigen Schneeseekleerehfee. (…)“

Franz Fühmann war ein Schriftsteller, der „etwas zu Ende Denken“ zum wesentlichen Inhalt seiner Texte gemacht hat.
Die ihm zunächst bekannte Science-Fiction-Literatur gefiel ihm nicht. Franz Fühmann erklärt dieses Anliegen in der Begründung für seine sächsische Variante „Saiäns-fiktschen“ als eine eben andere Form der science fiction selbst. Deshalb schrieb er 1981 seine eigene, sächsische „Saiäns-fiktschen“ und das mit folgender Begründung:

„(...) auch andere Bedrängnisse und Nöte schreibend zu materialisieren, um ihnen besser begegnen zu können, Bedrängnisse und Nöte jener Art, die sich so schwer darstellen lassen, weil sie zwar der Realität entstammen, sie aber, die Realität wohl maßlos überschreiten. Solche Hypertrophierung von Gefühlen entspricht im emotionalen Bereich dem etwas zu Ende -Denken im rationalen, nur dass Denken eben eine andre Stringenz und auch eine andere Objektivität hat als das Fürchten oder Schaudern oder Ahnen oder Bedrängt-sein. Etwas „zu Ende fürchten“ zielt dann in die Katastrophe; „etwas zu Ende ahnen“ verbannt alle Alternative; „jemanden zu Ende bedrängen“ heißt ihn vernichten; an „etwas zu Ende schaudern“ bringt gespenstiges nicht nur ein, sondern macht es allmächtig, allgegenwärtig und absolut. Die Welt dieser Geschichten ist irreale Endzeit, Summe und Konsequenz all des Negativen, dass die sich bildende Menschheit entäußert; aber alle die Ende haben auch ihre Anfänge gehabt, und es sollte gelten, denen zu wehren, vor allem da, wo alles anfängt; im persönlichen Bereich.“

## Werke (Auswahl)

### Werke zu Lebzeiten
- Die Fahrt nach Stalingrad. Eine Dichtung. Aufbau, Berlin 1953 (= Schriften an die deutsche Nation).
- Kameraden. Novelle. Aufbau, Berlin 1955.
- Vom Moritz, der kein Schmutzkind mehr sein wollte. Erzählung. Der Kinderbuchverlag, Berlin 1959.
- Kabelkran und Blauer Peter. Hinstorff, Rostock 1961.
- Die Richtung der Märchen. Gedichte. Aufbau, Berlin 1962
- Das Judenauto. Vierzehn Tage aus zwei Jahrzehnten. Aufbau, Berlin 1962.
  - Das Judenauto. Hinstorff Verlag, Rostock 1979; Neuauflage Rostock 2019, ungekürzte Ausgabe.
- Der Jongleur im Kino oder Insel der Träume. Hinstorff, Rostock 1970.
- Das Nibelungenlied. Hinstorff, Rostock 1971.
- Zweiundzwanzig Tage oder die Hälfte des Lebens. Hinstorff, Rostock 1973.
- Androklus und der Löwe. Der Kinderbuchverlag Berlin, 1975
- Prometheus. Die Titanenschlacht. Nach Aischylos, Hesiod, Homer, Apollodorus und anderen Quellen. Illustrationen von Nuria Quevedo. 1974.
- Erzählungen 1955–1975. Hinstorff, Rostock 1977, Neuauflage 1993.
- Die dampfenden Hälse der Pferde im Turm von Babel: ein Spielbuch in Sachen Sprache; ein Sachbuch der Sprachspiele; ein Sprachbuch voll Spielsachen. Illustrationen von Egbert Herfurth. Kinderbuchverlag, Berlin 1978.
- Gedichte und Nachdichtungen. Hinstorff, Rostock 1978, Neuauflage 1993.
- Irrfahrt und Heimkehr des Odysseus. Prometheus. Der Geliebte der Morgenröte und andere Erzählungen. Hinstorff, Rostock 1980, Neuauflage 1993.
- Pavlos Papierbuch und andere Erzählungen. Aufbau Berlin, bb Taschenbuch, 1981?
- Saiäns-fiktschen: Erzählungen. 1. Auflage. Hinstorff, Rostock 1981 (181 S.).
- Vor Feuerschlünden. Erfahrung mit Georg Trakls Gedicht. Hinstorff, Rostock 1982.
- Essays, Gespräche, Aufsätze 1964–1981. Hinstorff, Rostock 1983, Neuauflage 1993.
- Der Wahrheit nachsinnen-viel Schmerz. Band I und Gedanken Georg Trakls Gedicht Band II. mit 16 Reproduktionen nach Aquarellen und Zeichnungen von Egon Schiele. Verlag Philipp Reclam jun. Leipzig 1981. Lizenz Nr. 363.340/122/81, Bestellnummer: 664 122 5

### Postum publizierte Werke
- Die Schatten. Hoffmann und Campe, Hamburg 1986. (Letzte Erzählungen, ein Hörspiel und ein Essay, mit Anhang.)
- Unter den Paranyas. Traum-Erzählungen und -Notate. Hinstorff, Rostock 1988, Neuauflage 1993.
- Märchen auf Bestellung. Hrsg. von Ingrid Prignitz. Hinstorff, Rostock 1990.
- Im Berg. Bericht eines Scheiterns. Texte und Dokumente aus dem Nachlaß. Herausgegeben von Ingrid Prignitz. Hinstorff, Rostock 1991.
- Lob des Ungehorsams. erstmals veröffentlicht 1962. Hinstorff Verlag GmbH, 1. Auflage Rostock 2013. ISBN 978-3-356-01605-5
- Die Geschichte vom kleinen Und. erstmals in "die dampfenden Hälse der Pferde im Turm von Babel veröffentlicht 1978. Hinstorff Verlag GmbH, 1. Auflage Rostock 2022. ISBN 978-3-356-02390-9
- Über Gottfried Benn. Vortrag vom Oktober 1981. veröffentlicht 2018. Wallsteinverlag, Göttingen. ISBN 978-3-8353-3240-9
- Anna, genannt Humpelhexe. Hinstorff Verlag GmbH, 1. Auflage Rostock 2002. ISBN 978-3-356-00938-5

### Werkausgabe
Eine Werkausgabe erschien von 1975 bis 1988 im Hinstorff Verlag in neun Bänden
- 1 Erfahrungen und Widersprüche. Versuche über Literatur. 1975.
- 2 Gedichte und Nachdichtungen. 1978.
- 3 Das Judenauto. Kabelkran und blauer Peter. Zweiundzwanzig Tage oder Die Hälfte des Lebens. 1979.
- 4 Irrfahrt und Heimkehr des Odysseus. Prometheus. Der Geliebte der Morgenröte und andere Erzählungen. 1980.
- 5 Reineke Fuchs. Märchen nach Shakespeare. Das Nibelungenlied. Märchen auf Bestellung. 1981.
- 6 Essays, Gespräche, Aufsätze 1964–1981. 1983.
- 7 Vor Feuerschlünden: Erfahrung mit Georg Trakls Gedicht. Anhang Dichtungen und Briefe Georg Trakls. Herausgegeben von Franz Fühmann. 1984.
- 8 Simplicius Simplicissimus. Der Nibelunge Not und andere Arbeiten für den Film. Herausgegeben von Ingrid Prignitz. 1987.
- 9 Unter den Paranyas. Traum-Erzählungen und -Notate. Herausgegeben von Ingrid Prignitz. 1988.

### Briefe
- Briefe 1950–1984. Eine Auswahl. Herausgegeben von Hans-Jürgen Schmitt. 1994.
- Christa Wolf, Franz Fühmann, Monsieur – wir finden uns wieder. Briefe 1968–1984. 1995. (P)
- Briefe aus der Werkstatt des Nachdichters 1961–1984 – Műfordítói műhelylevelek / Franz Fühmann. Mitgeteilt vom Adressaten Paul Kárpáti, Argumentum Budapest/Pernobilis Edition im Engelsdorfer Verlag, Leipzig 2008, ISBN 978-3-86703-385-5.
- Franz Fühmann, Wieland Förster. Nun lesen Sie mal schön! Briefwechsel 1968–1984. Herausgegeben von Roland Berbig, 2016. (P).

Die Briefe (Editionsreihe)
- 1. Briefwechsel mit Kurt Batt. Träumen und nicht verzweifeln. Herausgegeben von Barbara Heinze/Jörg Petzel. 2016. (P)
- 2. Briefwechsel mit Ingrid Prignitz … hab ich Dich, wie der Fänger am Trapez. Herausgegeben von Kirsten Thietz. 2016. (P)
- 3. Briefwechsel mit Joachim Damm. Der grüngefleckte Teufel soll Dich holen. Herausgegeben von Joachim Hamster Damm. 2018.
- vier weitere Bände sind geplant

### Weitere Veröffentlichungen
- Interview u. a. in der Zeitschrift Glossen.

### Werkverzeichnis
- Keine Auswahl. Werkverzeichnis Franz Fühmann. Leipzig 2019. (PDF), Open Access, alle in Schrift, Ton und Bild veröffentlichten Werke

## Bearbeitungen

### Filme

#### Mit Franz Fühmann
Franz Fühmann war an einigen  Filmen als Drehbuchautor, Textautor oder Szenarist beteiligt.
Drehbuch
- Die heute über 40 sind, DDR 1960, Spielfilm, 74 Minuten, Regie Kurt Jung-Alsen, nach einer eigenen Filmerzählung
- Köpfchen Kamerad, DDR 1965, TV-Film, 85 Minuten, Regie Otto Holub, Drehbuch Kurt Bortfeldt, Franz Fühmann, nach eigener Erzählung Spuk, mit Fred Delmare

Szenarium
- Der Schwur des Soldaten Pooley, DDR, Großbritannien 1962, TV- und Kinofilm, 74 Minuten, Regie und Drehbuch: Kurt Jung-Alsen; nach einem Tatsachenbericht von Cyril Jolly

Text
- Blaue Wimpel im Sommerwind, DDR 1952, 56 Minuten, Dokumentarfilm über das Pioniertreffen 1952, Regie Herbert Ballmann
- So macht man Kanzler, DDR 1961, 33 Minuten, Dokumentarfilm, Regie Joachim Hellwig[25]
- Rádnoti, DDR 1984/85, Dokumentarfilm über den ungarischen Dichter Rádnoti, mit Nachdichtungen von Franz Fühmann und Richard Pietraß[26]

#### Nach Franz Fühmann
Nach Erzählungen von Franz Fühmann wurden mindestens zehn Filme gedreht.
- Betrogen bis zum jüngsten Tag, DDR 1957, Regie: Kurt Jung-Alsen, nach der Novelle Kameraden
- Des Teufels ruß'ger Gesell, DDR 1963, 8 Minuten, Animations- und Puppentrickfilm, Regie Jörg d’Bomba, nach gleichnamiger Erzählung
- Die Suche nach dem wunderbunten Vögelchen, DDR 1964, Kinderspielfilm, 66 Minuten, Regie: Rolf Losansky,  nach der gleichnamigen Erzählung für Kinder, mit Lieselott Baumgarten und Fred Delmare
- Der verlorene Engel. Ein Tag im Leben des Bildhauers Ernst Barlach, DDR 1966, 60 Minuten, Regie Ralf Kirsten nach der Novelle Das schlimme Jahr, Erstaufführung 1971 !
- Boží soud, ČSSR 1972, Spielfilm, 33 Minuten, Regie Vojtĕch Štursa, nach der Erzählung Das Gottesgericht[27]
- Das Geheimnis des Ödipus, DDR 1973/74, TV-Film, 90 Minuten, Regie Kurt Jung-Alsen, nach der Nacherzählung König Ödipus des griechischen Mythos, über 20 Sendewiederholungen
- Unser Schmutzmoritz, DDR 1974/75, Puppen- und Animationsfilm, 30 Minuten, Regie Werner Hammer, nach der Kindererzählung Vom Moritz, der kein Schmutzkind mehr sein wollte
- Anna, genannt Humpelbein, DDR 1989/90, Puppentrickfilm, 24 Minuten, Regie Rolf Hofmann, nach der Kindererzählung Anna Humpelhexe

- Der Fall Ö., DDR/BRD 1990/91, Spielfilm, 95 Minuten, Regie Rainer Simon, Drehbuch Ulrich Plenzdorf, Co-Produktion DEFA-Studio für Spielfilme/ZDF/Toro-Film, nach der Erzählung König Ödipus, mit Matthias Habich und Jan Josef Liefers
- Pavlos Labor, Deutschland 1991, Hochschule für Film und Fernsehen/Deutscher Fernsehfunk, Studentenfilm, Regie Jörn Zielke, nach Erzählung Die Ohnmacht (und Pavlos Papierbuch?)

#### Über Franz Fühmann
Es gibt einige Dokumentarfilmaufnahmen über Franz Fühmann und einen längeren Dokumentarfilm.
- Kabelkran und blauer Peter, DDR (1976?), Kurzdokumentarfilm, Schulfilm, Franz Fühmann erzählt im D-Zug nach Rostock über die dortigen Werftarbeiter, zu Kindererzählung Kabelkran und blauer Peter
- Das Bergwerk – Franz Fühmann, Deutschland 1998, Dokumentarfilm, 85 Minuten, Regie: Karlheinz Mund

### Hörspiele
Es sind 19 deutschsprachige Hörspiele nach Texten von Franz Fühmann bekannt, darunter der  15-teilige Prometheus 2002 vom MDR.
- Anna, genannt Humpelhexe. Hinstorff Verlag, Rostock, 2002, 1 CD, ISBN 978-3-356-00988-0
- Märchen auf Bestellung. Hinstorff Verlag, Rostock, 2004, 1 CD, ISBN 978-3-356-01040-4